# محمد ابو سبعان
محمد ابو سبعان (انگلیسی: Mohammed Abousaban؛ زاده ۲۰ ژانویهٔ ۱۹۹۰) یک بازیکن فوتبال اهل عربستان سعودی است.
وی همچنین در تیم ملی فوتبال عربستان سعودی بازی کرده است.